# Карповы
Карповы — дворянские роды.
В Гербовник внесены три фамилии Карповых:
1. Потомки Рюрика (Герб. Часть V. № 12).
2. Потомки Афанасия Карпова, написанного в дворянах в 1622 году (Герб. Часть VIII. № 48).
3. Потомки Леонтия Семеновича Карпова, которому было жаловано поместье царем Михаилом Фёдоровичем (Герб. Часть X. № 28)[1].

При подаче документов в 1686 году, для внесения рода в Бархатную книгу, были предоставлены две родословные росписи Карповых (от Репчука Клементьевича Карпова 1577), царская вотчинная жалованная грамота (1626) на сельцо Егорьевское в Заупском стане Тульского уезда, три указные грамоты (1653-1659) и роспись наказов данных Карповым (1638-1680), также Карповы (Крёкшины) происходящие от Лукьяна Антоновича Крекшина (1514) предоставили отдельную родословную роспись и царскую вотчинную жалованную грамоту на жеребья с пустошами в Колоденском стане Тульского уезда.

## Происхождение и история рода
Потомство Карповых от Рюрика происходит от фоминского князя Константина Юрьевича. У его было три сына и все Фёдоры Константиновичи:
1. Князь Фёдор Константинович Большой по прозванию Красный — женат на дочери князя Фёдора Святославовича — Евпраксии Фёдоровне, после того, как великий князь Симеон Иванович Гордый, после свадьбы отказался от неё. Родоначальники родов: Травины, Скрябины, Осокины, Пырьевы и другие.
2. Князь Фёдор Константинович по прозванию Слепой — родоначальник дворянских родов Карповы, Долматовы-Карповы, Ложкины, Бокеевы.
3. Князь Фёдор Константинович Меньшой — родоначальник князей Козловские, дворянских родов Ржевские и Толбузины.

Князь Фёдор Константинович (2-я ветвь) имел одного сына — князя Андрея Фёдоровича, который ушёл на службу к Тверским князьям и его сын князь Фёдор Андреевич по прозванию Коробья тоже переехал на службу в Тверь. Его сыновья, которые князьями уже не писались Семён Фёдорович Бокей (родоначальник Бокеевых) и Карп Фёдорович (родоначальник Карповых). У Карпа Фёдоровича было три сына: Иван, Фёдор и Семён Карповичи. выехали служить в Москву. Семён Карпович воевода в походе на Вятку (1475-1476). Дети Ивана Карповича — Фёдор Иванович Карпов и Никита Иванович окольничие, а Никита Иванович — оружничий великого князя московского Василия III Ивановича.
Михаил Долматович Карпов — воевода в ливонскую войну (1558, 1559, 1564, 1565 и 1576), наместник в Муроме (1578) и посол в Польшу в том же году. Опричниками Ивана Грозного (1573) числились: Миня, Михаил и Фома Карповы. Иван Долматович Карпов — участник ливонской войны (1584). Лев Иванович Долматов — окольничий (1626), второй правитель Москвы; за отсутствием государя в течение нескольких месяцев (1629, 1630, 1631 и 1632), первый судья в Печатном приказе и участник в переговорах с голландским послом (1630), голштинским (1632) и турецким (1633 умер 1643). Фёдор Борисович — окольничий при Алексее Михайловиче.
Не ясно, был ли в родстве с вышеперечисленными Карповыми — Иван Клементьевич Карпов, по прозвищу Репчюк, служивший по Кашире (1577). Его внук Данило Елисеевич Карпов воевода в Ефремове (1653), а из правнуков Прокофий Данилович — воеводой в Каменном (1659). Этот род Карповых в конце XVIII века был признан, едва ли основательно, происходящим от рода Карповых или Долматовых-Карповых, потомков князей смоленских, и получил герб с княжескими эмблемами. Он внесён в VI часть родословной книги Симбирской губернии. Герб рода Карповых внесён в Часть 5 Общего гербовника дворянских родов Всероссийской империи, стр. 12. Представитель этого рода — Мария Фёдоровна Карпова (1910—1998), потомок князей Фоминских, мать князя Григория Григорьевича Гагарина — предводителя Российского Дворянского Собрания.
Другой род Карповых происходит от польского шляхтича Лукьяна Антоновича Крекши, взятого в плен в Москву (1514) и пожалованного поместьями. Этот род Карповых внесён в VI часть родословной книги Тульской губернии.
Остальные роды Карповых позднейшего происхождения.

## Описание гербов

#### Герб. Часть V. № 12.

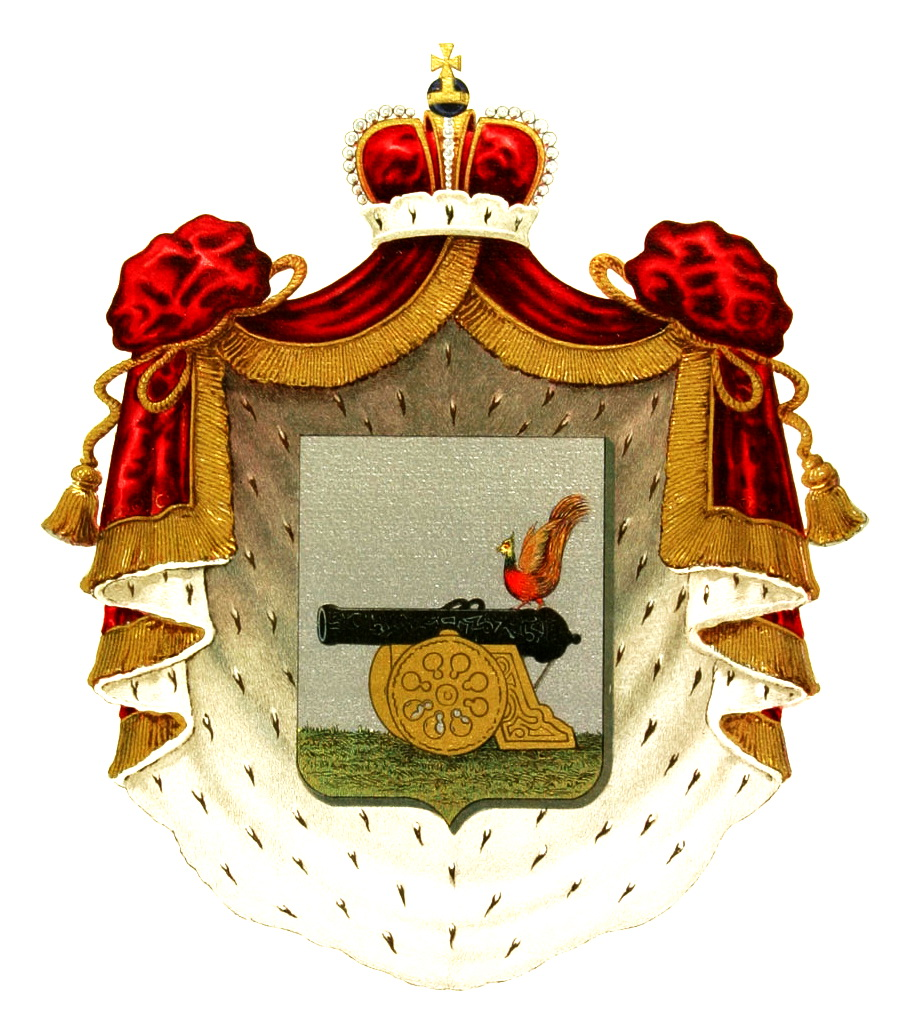
ОГ V, 12

Герб потомства от Рюрика: в щите, имеющем серебряное поле, изображена чёрная пушка на золотом лафете, поставленная на траве и на пушке сидит райская птица. Щит покрыт мантией и шапкой, принадлежащими княжескому достоинству. Как шапка, так и мантия княжеские дворянскому роду Карповых присвоены потому, что род дворян Карповых происходит от князей Смоленских и имеет герб Смоленских князей.

#### Герб. Часть IX. № 48.
Герб потомства Афанасия Карпова: в щите, имеющем серебряное поле изображена чёрная пушка на золотом лафете поставленная на траву, и на пушке сидит райская птица.
Щит увенчан дворянскими шлемом и короной. Нашлемник: три страусовых пера. Намёт на щите золотой, подложенный зелёным. Герб рода Карповых внесён в Часть 9 Общего гербовника дворянских родов Всероссийской империи, стр. 48.

#### Герб. Часть X, № 28.

ОГ X, 28

Герб потомства Леонтия Семёновича Карпова: щит разделен параллельно на две части, из коих в верхней в голубом поле представлено десять ядер пирамидой сложенных, а в нижней части в серебряном поле плывущая в воде рыба карп. Щит увенчан дворянским шлемом и короной с тремя страусовыми перьями. Намёт на щите голубой, подложен серебром.

#### Герб. Часть XV. № 92.
Герб коллежского советника Виктора Ивановича Карпова: в серебряном щите витязь в чёрном одеянии и зеленом плаще поражает черным копьем красного дракона. По бокам щита по чёрной шестиконечной звезде. В зеленой главе щита горизонтально золотой жезл. Над щитом дворянский коронованный шлем. Нашлемник - рука в серебряных латах держит золотой меч. Намёт: справа чёрный, слева красный, подложен серебром. Девиз "ЗА ПРАВДУ И ЧЕСТЬ" чёрными буквами на серебряной ленте.

#### Герб. Часть XVII. № 91.
Герб потомства действительного статского советника Геннадия Федоровича Карпова: в голубом щите пятнадцать золотых шестиконечных звезд, расположенных горизонтально в пять рядов следующим порядком: 2-2-4-4-3. В правой верхней вольной части щита, в золотом квадрате, чёрный церковный колокол с золотыми украшениями. Над щитом дворянский коронованный шлем. Нашлемник - встающий вправо чёрный медведь с красными глазами и языком, держащий в лапах серебряный свиток с привешенной к нему красной печатью. Намёт: справа голубой с золотом, слева черный с золотом.

## Известные представители
- Карпов Иван Карпович — сын родоначальника, первый воевода войск левой руки в походе в Вятские земли (1489).
- Карпов Фёдор Карпович — сын родоначальника, послан в Казань воеводою при казанском царе (1456).
- Карпов Семён Иванович — постельничий.
- Карпов Пётр Фёдорович Муха — дворянин, участник государева похода в Новгород (1492), второй воевода в Мценске (1495).
- Карпов Фёдор Андреевич (посол) — посол.
- Карпов Иван Семёнович Клык — воевода.
- Карпов Долмат Фёдорович — воевода, родоначальник дворян Долматовы-Карповы.
- Карпов Иван Фёдорович Меньшой — воевода.
- Карпов Василий Петрович — воевода и наместник.
- Карпов Василий Семёнович Ложка — воевода и наместник, родоначальник дворянского рода Ложкины.
- Карпов Фёдор Андреевич (воевода) — воевода.
- Карпов Юрий Иванович — воевода.
- Карпов Михаил Андреевич — воевода и наместник.
- Карпов Василий Фёдорович — воевода в Свияжске (1558).
- Карпов Миляка Моисеевич — воевода в Новгороде-Северском (1610).
- Карпов Богдан Григорьевич — тульский городовой дворянин (1627-1629).
- Карпов Фёдор Афанасьевич — калужский городовой дворянин (1627-1629), московский дворянин (1636-1640).
- Карповы: Второй и Андрей Фёдоровичи — калужские городовые дворяне (1629).
- Карпов Федор Афанасьевич — воевода в Пустозерском остроге (1630).
- Карпов Федор Алексеевич — воевода в Мосальске (1637-1641).
- Карпов Дмитрий Герасимович — дьяк, воевода в Тобольске (1646-1649), в Белгороде (1650-1651), в Терках (1653-1655) (ум. 1662)
- Карпов Данила Елисеевич — воевода в Ефремове (1651-1653).
- Карпов Прохор — воевода в Каменном (1658).
- Карпов Федор — воевода в Крапивне (1664-1665).
- Карпов Григорий — воевода в Новосиле (1664-1665).
- Карпов Сафон Матвеевич — стольник, воевода в Орле (1674)[6].
- Карпов Григорий Никулин — стольник царицы Прасковьи Федоровны.
- Карпов Алексей Ефимович — стольник царицы Евдокии Федоровны (1692).
- Карповы: Савва Гаврилович, Кирилл Григорьевич, Семён и Евтихей Матвеевичи, Семён Романович, Ефим Дмитриевич, Григорий Семёнович, Василий Фролович, Прокофий, Игнатий и Владимир Даниловичи, Борис Данилович, Алексей Моисеевич — московские дворяне (1658-1692).
- Карповы: Василий Савельевич, Иван и Тарас Акимовичи, Иван и Семен Прокофьевичи, Тимофей Игнатьевич —  царские стольники (1684 -1692)[7].
- Карпов Александр Дмитриевич — русский государственный деятель, симбирский гражданский губернатор (1796—1797), симбирский наместник (1789—1796), генерал-лейтенант, тайный советник.